# 多佛 (麻薩諸塞州)
多佛（英語：Dover）是一個位於美國麻薩諸塞州諾福克縣的鎮。

## 人口
根據2020年美國人口普查的數據，多佛的面積為39.90平方千米，當中陸地面積為39.70平方千米，而水域面積為0.20平方千米。當地共有人口5923人，而人口密度為每平方千米148人。